# São Pedro (Manteigas)
- Commons
- Commons
- Wikiquote
- Wikinotícias
- Wikcionário
- Wikivoyage

São Pedro, oficialmente Manteigas (São Pedro), é uma freguesia portuguesa do município de Manteigas, com 63,01 km² de área e 1 174 habitantes (censo de 2021). A sua densidade populacional é 18,6 hab./km².
O dia da freguesia é 29 de junho, dia do santo padroeiro, São Pedro.

## Demografia
A população registada nos censos foi:
| Distribuição da População por Grupos Etários | Distribuição da População por Grupos Etários | Distribuição da População por Grupos Etários | Distribuição da População por Grupos Etários | Distribuição da População por Grupos Etários |
| -------------------------------------------- | -------------------------------------------- | -------------------------------------------- | -------------------------------------------- | -------------------------------------------- |
| Ano                                          | 0-14 Anos                                    | 15-24 Anos                                   | 25-64 Anos                                   | > 65 Anos                                    |
| 2001                                         | 258                                          | 241                                          | 877                                          | 388                                          |
| 2011                                         | 143                                          | 139                                          | 713                                          | 451                                          |
| 2021                                         | 71                                           | 111                                          | 515                                          | 477                                          |

## Economia
As principais atividades económicas são a indústria de engarrafamento de águas de mesa, indústria de madeira, industria hoteleira, restauração, comércio, serviços, agricultura e construção civil.

## Património
- Casa em Manteigas (prédio do século XVII pertencente aos CTT)
- Vestígios arqueológicos do Curral do Martins
- Relevo da Virgem dos Pastores
- Caldas da Fonte Santa
- Trecho do Malhão da Estrela
- Curral da Nave
- Vale do Buraco
- Lagoa do Peixão
- Planalto da Expedição
- Neves da Candeeira
- Cascatas da Candeeira
- Igreja de São Pedro, na Rua 1.º de Maio;
- Capela da Senhora dos Verdes, na Estrada Nacional N.º 338 (Senhora dos Verdes)
- Capela de Santo António, junto ao Bairro de Santo António
- Capela de Nossa Senhora de Lourdes perto da Estrada Nacional N.º 338 (Caldas de Manteigas)
- Capela de São Sebastião, em São Sebastião
- Capela do Imaculado Coração de Maria, no Bairro de São Domingos
- Capela de Santo André, na Rua das Rabitas

## Equipamentos sociais
- Junta de Freguesia de Manteigas - São Pedro, na Rua Dr. Pereira de Matos
- Centro Cívico de Manteigas, na Rua 1.º de Maio junto à Câmara Municipal
- Arquivo e Biblioteca Municipal (Rua 1.º de Maio)
- Centro de Saúde (Rua Infante D. Henrique)
- Lar da Santa Casa da Misericórdia (Rua Eng. Pedro Roberto)
- Infantário Favo de Mel (Rua Eng. Pedro Roberto)
- Centro Paroquial de São Pedro (Rua Padre António Tarrinha)
- Colónia Nossa Senhora da Graça (Penhas Douradas)
- Colégio Nossa Senhora de Fátima (Rua de Benguela)
- Beiral (São Domingos)
- Estação Sismográfica de Manteigas (Bairro de São Domingos)
- Escola 1.º Ciclo de Manteigas (Rua Dr. Sobral)
- Estádio Municipal Barjona de Freitas (São Sebastião)
- Casa Etnográfica (Santo António).

## Festas e Romarias
As festas são as de Nossa Senhora da Graça a 8 de setembro; de Santo António a 13 de junho e a da Senhora dos Verdes no 3.º Domingo de setembro.

## Locais de interesse turístico nas proximidades
- Torre, Poço do Inferno, Covão d’Ametade, Truticultura, Vale das Éguas, Seixo Branco, Nave da Mestra, Fragão do Corvo, Cântaros, Vale Glaciar do Rio Zêzere, Chão Celorico, Parque de Lazer de São Sebastião, Fonte Paulo Luís Martins, Nave de Santo António, Penhas Douradas, Termas de Manteigas, Casa da Roda.